# Arthur Vermeeren
Arthur Vermeeren, född 7 februari 2005 i Lier, är en belgisk fotbollsspelare som spelar i Atlético Madrid, och som representerar det belgiska landslaget.

## Karriär
Vermeeren representerade som junior Royal Antwerp där han spelade till 2024 innan han lämnande för Atlético Madrid 2024. Han har även representerat det belgiska landslaget på olika juniornivåer sedan 2018. 2023 debuterade han i A-landslaget, och medverkade i EM 2024.